# Acropora oligocyathus
Acropora oligocyathus is een rifkoralensoort uit de familie van de Acroporidae. De wetenschappelijke naam van de soort is voor het eerst geldig gepubliceerd door Brook.